# Ла-Сарса-де-Пумареда
Ла-Сарса-де-Пумареда (ісп. La Zarza de Pumareda) — муніципалітет в Іспанії, у складі автономної спільноти Кастилія-і-Леон, у провінції Саламанка. Населення — 152 особи (2010).
Муніципалітет розташований на відстані близько 260 км на захід від Мадрида, 85 км на захід від Саламанки.

## Демографія
Динаміка населення (INE ):

## Зовнішні посилання
- www.zarzadepumareda.es  [Архівовано 2 липня 2011 у Wayback Machine.]
- Провінційна рада Саламанки: індекс муніципалітетів [Архівовано 23 квітня 2009 у Wayback Machine.]
- Посилання на Google Maps